# Yves Lion
Pour les articles homonymes, voir Lion (homonymie).
Yves Lion est un architecte urbaniste et professeur français né le 1er juillet 1945 à Casablanca.

## Biographie

### Parcours
Après avoir travaillé chez Hamoniau, Gagès, Buffi, Yves Lion obtient son diplôme à UP6 en 1972. Il commence parallèlement à pratiquer la photographie d'architecture en Europe. Dès cette époque, il prend part aux débats visant l’émergence d’une « architecture urbaine », circonstancielle, qui participe d'une volonté : un « retour à la ville ». Il crée son agence à Paris en 1974.
Sur le territoire français, il construit de nombreux logements sociaux et privés, notamment à : Villejuif, Marne-la-Vallée, Saint-Denis, Pantin, Vitry-sur-Seine, Boulogne-Billancourt, Montreuil, Aubervilliers, Noisy-le-Grand, Rennes, Marseille, Bordeaux, Lyon, Strasbourg, Grenoble, Blagnac, Champs-sur-Marne. À ce jour, environ 10 000 logements sont construits ou en cours de réalisation. Dans le cadre de ces aménagements, Yves Lion prend plusieurs fois position contre l’étalement urbain, qui se fait selon lui au détriment de la densification des zones urbaines déjà existantes.
Yves Lion réalise des études territoriales et des projets d’aménagement d’envergure en France et à l’étranger, il travaille sur des projets en Afrique du Nord, à Fès, Rabat, Casablanca, Tunis ; en Arabie Saoudite, il gagne le concours des lieux saints de la Mecque pour la construction de plusieurs quartiers.
Yves Lion, avec le groupe Descartes, participe à la consultation internationale du «Grand Paris». Le groupe Descartes recommande notamment de répondre à « l'urgence écologique », en construisant par exemple de vastes espaces verts pour permettre au Grand Paris de doubler la surface des forêts, ou en installant des agroparcs pour favoriser l'agriculture urbaine.

### Enseignement
Yves Lion est enseignant depuis 1976 : à UPA 6, à l'École nationale des ponts et chaussées, à l'École d'architecture de Lyon, puis à celle de Paris-Tolbiac, dont il sera le président du conseil d'administration de 1989 à 1990. De 1994 à 1996, il est professeur invité à l'École polytechnique fédérale de Lausanne ainsi qu’à Montréal, Karlsruhe, Vienne, Ljubljana, Mendrisio ; multipliant également les conférences dans de nombreuses écoles d’architecture (à Londres, Hanovre, Bergame, Los Angeles, Santiago du Chili, etc.).
En 1997, il fonde, avec un groupe d’enseignants, l'École d'architecture de la ville & des territoires Paris-Est à Marne-la-Vallée.

## Distinctions

### Prix
- 1983 - Équerre d'argent, mention spéciale[9]
- 2004 - Pyramide d'or et pyramide de vermeil du logement durable avec Apollonia (Asnières-sur-Seine), décernées par la fédération nationale des promoteurs constructeurs[10]
- 2015 - Mipim Awards : Boulevard euroméditerranéen à Marseille

### Décorations
- Chevalier de la Légion d'honneur Il est nommé chevalier le 25 mars 2005.
- Officier de l'ordre national du Mérite Il est directement nommé au grade d'officier le 14 mai 2010, pour récompenser 36 années d'activités professionnelles.
- Commandeur de l'ordre des Arts et des Lettres Il est nommé chevalier en 1983, promu officier en 1996, puis commandeur le 9 juillet 2013[11].

## Réalisations

### Principales réalisations
- 1983 : Palais de justice de Draguignan (mention spéciale du Prix de l'Équerre d'argent)
- 1988 : Lycée professionnel Saint-Quay-Portrieux
- 1989 : Première extension du musée franco-américain de Blérancourt
- 1992 : Cité des congrès de Nantes (finaliste de l'Équerre d'argent et du Prix de la Fondation Mies van der Rohe)
- 1994 : (projet urbain) Plaine Saint-Denis
- 1995 : Nouveau palais de justice de Lyon incluant le tribunal de grande instance de Lyon.
- 1996 : Maison européenne de la photographie à Paris, avec Alan Levitt (finaliste de l'Équerre d'argent)
- 1996 : Transformation d’un immeuble de bureaux en logements rue Boileau à Paris 16e (finaliste du Prix de la Fondation Mies van der Rohe)
- 1999 : La Fémis, réaménagement des anciens studios Pathé Cinéma à Paris 18e
- 1999 : La Porte des Lions, création de la seconde entrée du Musée du Louvre dans l’aile de Flore, passage des Lions et aménagement de 3 salles d’exposition
- 2003 : Ambassade de France à Beyrouth (Prix de l'Équerre d'argent)
- 2006 : Lauréat du concours international pour les lieux saints de la Mecque
- 2008 : Lycée français Charles de Gaulle de Damas en Syrie
- 2008 : (projet urbain) Consultation « Le Grand Pari(s) de l'agglomération parisienne » dans le cadre du groupe Descartes
- 2010 : Étude d’aménagement urbain autour des Berges du Lac Nord de Tunis
- 2011 : Centre-ville de Poitiers, réaménagement urbain du programme "cœur d'agglo"
- 2012 : Institut de physique du globe de Paris dans le 5e arr.
- 2012 : Pôle des langues et civilisations (BULAC et INALCO) à Paris 13e
- 2013 : Institut des cultures d'Islam
- 2014 : Consultation du Grand Moscou avec Ostozhenka
- 2016 : Construction de l’Ecole régionale de Santé (Chu de Purpan), Toulouse

### Principaux projets urbains et architecturaux en cours
- Centre-ville et plage du Havre
- Cité de la Méditerranée à Marseille pour Euroméditerranée
- Quartier du Neuhof à Strasbourg
- Quartier Masséna Bruneseau à Paris Rive Gauche
- Quartier Est et projet urbain d’aménagement sur le site PSA Peugeot Citroën à Asnières-sur-Seine avec Nexity
- Réhabilitation du quartier du Parc aux Lièvres à Evry, avec Nexity
- Construction de l’Ecole Régionale de Santé de Toulouse. Restructuration de l’ancien magasin « du Printemps » en commerces, logements, sur la place du Maréchal Philippe Leclerc
- Rénovation du musée des beaux-arts de Dijon
- Ecocité insulaire et tropicale, île de la Réunion
- Musée-cité de l’économie et de la monnaie Paris XVIIe
- Deuxième extension du Musée de la coopération Franco-Américaine Blérancourt
- Pôle d’Échange Multimodal, La Rochelle